# Tatneft
Tatneft er et russisk olie- og gasselskab med hovedkvarter i Almetevsk, i autonome republik Tatarstan i den Russiske Føderation.
Tatneft har det meste af sin efterforskning, sine licenser og olieproduktion i Tatarstan.